# ОШ „Рудине” Рудине
Основна школа Рудине, насељеном месту на територији општине Чајетина, основана је 1949. године. Због све мањег броја ученика школа је одлуком СО Чајетина затворена 1961. године.

## Историја школе
Због указане потребе да се отворе школе на територији златиборског среза, са Конференције просветних радника Среза златиборског, одржане у Чајетини 10-11. јуна 1949. године, упућен је предлог Министарству. Тако је 13. септембра 1949. године почела са радом прва четворогодишња школа на Рудинама. Привремено је била смештена у кући Радована Јеремића, а прва учитељица Марија Никић уписала је 44 ђака, исписаних из школа у Алином Потоку, Голову и Чајетини. Године 1952. укинута је Сељачка радна задруга на Рудинама, па је објекат, у коме је она била смештена, адаптиран и стављен на располагање школи. Након две године извршено је комплетно реновирање читаве зграде за потребе ове просветне установе. Оспособљена је једна учионица, просторија за библиотеку и сала за приредбе. Школа је до 1957. године радила као самостална просветна установа, када је на седници НОО Чајетина донета одлука да добије статус физички издвојеног одељења школе у Чајетини.

## Зграда школе
Зграда некадашње школе је једноспратна грађевина са великим дрвеним, наткривеним улазним тремом, у знатној мери запуштена и склона паду.